# Koszmosz–1415
A Koszmosz–1415 (oroszul: Космос–1415) a GLONASZSZ navigációs rendszer tesztelésére 1982-ben indított szovjet első generációs, Glonassz típusú navigációs műhold volt.

## Jellemzői
Az ISZSZ vállalatnál kifejlesztett és gyártott első generációs Glonassz típusú műhold (katonai kódneve: Uragan), melyet a GLONASZSZ navigációs rendszer kiépítéséhez és teszteléséhez indítottak. Másik két Glonassz műholddal, a Koszmosz–1413 és Koszmosz–1414 műholdakkal együtt állították pályára.
1982. október 12-én a bajkonuri űrrepülőtér 200/39-es indítóállásából egy DM–2 végfokozattal ellátott Proton–K (8K72K) hordozórakétával állítottak közepes magasságú kör alakú pályára. A műhold keringési ideje 673 perc, a 19 100 km-es magasságú pályasíkjának inklinációja 64,8°.